# Arzviller
Arzviller (Duits: Arzweiler) is een gemeente in het Franse departement Moselle in de regio Grand Est en telt 516 inwoners (1999). De plaats maakt deel uit van het arrondissement Sarrebourg-Château-Salins.

## Geografie
De oppervlakte van Arzviller bedraagt 5,2 km², de bevolkingsdichtheid is 99,2 inwoners per km².
De onderstaande kaart toont de ligging van Arzviller met de belangrijkste infrastructuur en aangrenzende gemeenten.

## Demografie
Onderstaande figuur toont het verloop van het inwonertal (bron: INSEE-tellingen).

## Hellend vlak
Langs de plaats ligt het Marne-Rijnkanaal. Deze werd in de tweede helft van de 19e eeuw gegraven. In het kanaal bij Arzviller 17 lagen sluizen in een traject van vier kilometer die een hoogte overbrugden van 44 meter. De vele sluizen leidde tot forse vertragingen bij de scheepvaart. In 1969 werd het hellend vlak van Saint-Louis-Arzviller voor het scheepvaartverkeer geopend. Deze scheepslift verving de lange reis door de vele sluizen en resulteerde in een grote tijdsbesparing. Het bouwwerk trekt jaarlijks meer dan 100.000 toeristen. Het oude traject van het kanaal met de vele sluizen is verwaarloosd, maar nog zichtbaar.